# ケベク
ケベク（Kebek / Köpek, كبك Kabak, كوپاك Kūpāk、? - 1326年）は、チャガタイ家の第15,17代当主で、チャガタイ・ハン国の第10,12代ハン（在位：1320年以前 - 1326年）。漢語史料では怯別と表記される。

## 生涯

### 即位以前
第12代君主ドゥアの子。1308年に兄のゴンチェクが死去すると傍流のナリクが即位した。ゴンチェクほかエセン・ブカ、イルジギデイ、ドレ・テムル、タルマシリンらは兄弟。ナリクが即位した当時のケベクは年少であったと思われるが、ドゥア一門に与する貴族（アミール）の力を借りてヒジュラ暦708年（1308年 - 1309年）に弟のエブゲンと共にナリクを殺害する。王位を巡る混乱に乗じてカイドゥの子のチャパルがオゴデイ家一族（オロス、トクメら）を率いてチャガタイ家の領土に侵入すると、ケベクは自らチャパルを迎え撃つが敗北する。タリクの甥のアリー、ムバーラク・シャーの子のシャイフ・ティムール、オゴデイ家のシャーら諸王の助けを受けてチャパルと再戦して勝利を収め、チャパルを大元ウルスに放逐した。1309年の夏にクリルタイを招集し、アフガニスタンに駐屯していた兄のエセン・ブカをハンに推戴した。即位したエセン・ブカからマー・ワラー・アンナフルとフェルガナの統治権を与えられ、ハン国の共同統治者となった。
1313年に他のチャガタイ家の王族を率いてイルハン朝が有するホラーサーン地方に侵攻した。遠征中に同行した王族ヤサウルがイルハン朝に内通していることが発覚し、1317年にケベクはヤサウル討伐を命じられるが大敗、領地を略奪され、ケベクの配下にもヤサウル側に付くものが現れた。敗戦の後もヤサウルを追撃するが、オルジャイトゥ・ハンの援軍から攻撃を受けるに至って、ヤサウルの亡命を許すことになった。1320年にエセン・ブカが死去すると、跡を継ぐ。同年にヤサウルの専横を疎んじるオルジャイトゥとヘラートのクルト朝から共同出兵を打診されるとホラーサーンに派兵し、ヤサウルを討った。

### 即位後
即位前に本拠地としていたカシュカダリヤに宮殿を建てて定住生活を営み、その宮殿はウイグル語で宮殿を意味するカルシと呼ばれた。内政においては徴税請負人制度を廃止して税制を改め、国内の行政区画をトゥメン（10000人の徴兵が行える単位）に区分した。イルハン朝のガザンに倣い歴代のハンで最初に自身の名前を記した貨幣を鋳造し、この貨幣はケベクの名前を取って「ケベキ」と呼ばれ、その呼称はティムール帝国でも使われた。また、エセン・ブカの時代に敵対していた大元ウルスとイルハン朝との修好にも尽力する。

## 評価
ケベクはムスリムではなかったが、国内の宗教と文化を公平に扱い、ティムール朝の歴史家よりその公正性を称えられた。そのため、史料上では「公正なる(ʿādil/عادل)ケベク」と称されることも多い。ダルマシリン・ハン治下のチャガタイ・ハン国を訪れた旅行家イブン・バットゥータも、ケベクが一般民衆に狼藉を働くアミールを罰する逸話を紹介して、その公平な姿勢を称賛した。
ケベクの施策は定住民からは歓迎されたが、遊牧を営む貴族の中には否定的な者も少なからずいた。彼の治世から都市生活とイスラムの習慣に慣れた西部に住む定住派と、東部の遊牧を伝統とする遊牧派の対立が生まれ、1326年に彼が死去した後からチャガタイ・ハン国は定住派と遊牧派による東西の分裂が始まる。

## 関連文献
- イブン・バットゥータ『大旅行記』4巻（イブン・ジュザイイ編、家島彦一訳注、東洋文庫、平凡社、1999年9月）